# Албанија на Светском првенству у атлетици у дворани 2014.
Албанија је учествовала на Светском првенству у атлетици у дворани 2014. одржаном у Сопоту од 7. до 9. марта седми пут. Репрезентацију Албаније представљала је једна атлетичарка, која се такмичила у трци на 1.500 метара.,
На овом првенству Албанија није освојила ниједну медаљу. У табели успешности према броју и пласману такмичара који су учествовали у финалним такмичењима (првих 8 такмичара) Албанија је са једним учесником у финалу делила 40. место са 3 бода.
| Плас. | Земља    | 1. место | 2. место | 3. место | 4. место | 5. место | 6. место | 7. место | 8. место | Бр. финал. | Бод. |
| ----- | -------- | -------- | -------- | -------- | -------- | -------- | -------- | -------- | -------- | ---------- | ---- |
| =40.  | Албанија | 0        | 0        | 0        | 0        | 0        | 1        | 0        | 0        | 1          | 3    |

Представница Албаније Љуиза Гега, није освојила ниједну медаљу, нити је поставила неки рекорд. Њено 6. место у финаку, је најбољи је најбољи пласман албанских представника на светским првенствима (отвореном и затвореном) до сада и први пут су се нашли на табели успешности ( пласман међу 8 финалиста).

## Учесници
Жене:
- Љуиза Гега — 1.500 м

## Резултати

### Жене
| Атлетичарка | Дисциплина | Лични рекорд | Квалификација | Квалификација | Финале   | Финале | Детаљи |
| Атлетичарка | Дисциплина | Лични рекорд | Резултат      | Место         | Резултат | Место  | Детаљи |
| ----------- | ---------- | ------------ | ------------- | ------------- | -------- | ------ | ------ |
| Љуиза Гега  | 1.500 м    | 4:07,84 НР   | 4:13,78 КВ    | 2. у гр. 3    | 4:08,24  | 6 / 20 |        |